# Мері Доріа Расселл
Мері Доріа Ра́сселл (англ. Mary Doria Russell; нар. 19 серпня 1950, передмістя Чикаго, США) — американська письменниця, що працює в жанрах наукової фантастики, історичної прози і детективу. За фахом — антрополог.

## Біографія
Мері Доріа народилася у передмісті Чикаго Елмгерсті, штат Іллінойс. Її батьки були військовими Корпусу морської піхоти США. Рассел навчалась в Католицькій елементарній школі; вивчала культуру антропології в Університеті Іллінойса; соціальну антропологію в Північно-східному університеті в Бостоні; закінчила докторантуру з біологічної антропології в Університеті Мічигану.
Мері одружена з Доном Расселом у 1970. Дон — відставний інженер програмного забезпечення і один із засновників Медичних Систем AllTech, який проєктує медичне устаткування виробництва. Дон і Мері живуть біля Клівленда, у штаті Огайо.
Їхній син Ден народився в Загребі в 1985. Ден — випускник колумбійської Колегії кінематографії, редагування і screenwriting. Він працює цифровим медіаредактором, має досвід роботи на телебаченні, у зйомках фільмів, документальних фільмів та в комерційних радіопередачах.

## Книги
- The Sparrow (Villard, 1996; Ballantine, 1997)
- Діти Бога (Villard, 1998; Ballantine, 1999)
- A Thread of Grace (Random House, 2005; Ballantine, 2006)
- Dreamers of the Day (Random House, 2008; Ballantine 2009)
- Doc (Random House 2011; Ballantine, 2012)
- Epitaph: A Novel of the O.K. Corral (Ecco/HarperCollins, 2015 hc, 2016 tradepaper)